# Lisa Alwert
Ann-Marie Lovisa (Lisa) Alwert, född 14 juni 1966 i Stjänhov i Södermanland, är en svensk filmproducent.

## Producent
- 2000 – Sånger från andra våningen